# Cerithiopsis virginica
Cerithiopsis virginica är en snäckart som beskrevs av J. B. Henderson och Bartsch 1914. Cerithiopsis virginica ingår i släktet Cerithiopsis och familjen Cerithiopsidae. Inga underarter finns listade i Catalogue of Life.